# Klodiusz Albinus
Klodiusz Albinus, Klodiusz Albin (łac. Decimus Clodius Septimius Albinus) (ur. ok. 150, zm. 19 lutego 197) – był namiestnikiem Brytanii. Cesarz rzymski w latach 196–197 – uzurpator mianowany przez wojska w Brytanii.
1 stycznia 193 roku, zaraz po zabójstwie Kommodusa, cesarzem obwołano prefekta Rzymu, Pertynaksa. Ten jednak został zamordowany przez pretorianów po trzech miesiącach, 28 marca. Tytuł cesarski kupił Dydiusz Julian obiecując każdemu z pretorianów 25 tys. sesterców. Na wieść o tym wojska w prowincjach obwołały cesarzami swoich dowódców: Syria Pescenniusza Nigra, a Panonia Septymiusza Sewera. Obie armie ruszyły na Rzym.
1 czerwca, gdy Septymiusz Sewer dotarł w pobliże Rzymu, Dydiusz również został zamordowany. Skutkiem tego było zdemobilizowanie zdeprymowanej gwardii pretoriańskiej przez Sewera i wcielenie na ich miejsce legionistów. Zanim w pierwszych dniach lipca ruszył na wschód, Sewer zneutralizował i tak niezbyt silnego militarnie Albinusa propozycją adopcji i nadaniem mu tytułu cezara, czyli młodszego współwładcy.
W roku 194 Septymiusz Sewer pokonał armię Pescenniusza, który poniósł śmierć w Antiochii. W 196 roku wojska Sewera zdobyły Bizancjum, ale musiał on przerwać kampanię gdy dowiedział się, że brytańskie legiony obwołały cesarzem Klodiusza Albinusa, który po odkryciu wrogich wobec niego zamiarów Sewera przerzucił swe wojska na kontynent i po przejściu na jego stronę Galii, swą kwaterę wojenną umieścił w jej stolicy Lugdunum (dzisiejszy Lyon). W bitwie stoczonej pod tym miastem Sewer odniósł zwycięstwo, a Klodiusz popełnił samobójstwo.